# Microgramma persicariifolia
Microgramma persicariifolia är en stensöteväxtart som först beskrevs av Heinrich Adolph Schrader, och fick sitt nu gällande namn av Karel Presl. Microgramma persicariifolia ingår i släktet Microgramma och familjen Polypodiaceae. Inga underarter finns listade.